# استفان پوپیل
استفان پوپیل (لهستانی: Stefan Popiel; ۱۹ مهٔ ۱۸۹۶ – ۲۲ دسامبر ۱۹۲۷) بازیکن فوتبال اهل لهستان بود.
وی همچنین برندهٔ جوایزی همچون صلیب شجاعت (لهستان) شده‌است.
وی همچنین در تیم ملی فوتبال لهستان بازی کرده‌است.